# Wielka Synagoga w Jaśle
Wielka Synagoga w Jaśle – nieistniejąca synagoga, która znajdowała się w Jaśle, przy ulicy Karola Szajnochy.
Synagoga została zbudowana w 1905 roku na skarpie, wzmocnionej dodatkowo murem, na miejscu zakupionego w 1903 od Stefana Wiśniowskiego i wyburzonego wówczas staropolskiego dworu obronnego, tzw. Kociego Zamku. Podczas II wojny światowej w 1942 roku synagoga została najpierw sprofanowana i zdewastowana, a później całkowicie zburzona przez hitlerowców. Na jej miejscu wybudowano w latach 70. restaurację "Panorama".
Po synagodze pozostały jedynie fundamenty, w tym obrys bocznych schodów po zachodniej stronie świątyni, odkryte w trakcie badań archeologicznych w 2010. Zbudowano je na zasypanych piwnicach Kociego Zamku z tego samego szarego piaskowca, zapewne wykorzystanego ponownie po rozbiórce dworu . Od strony ulicy Władysława Jagiełły zachował się fragment muru okalającego skarpę, na której stała synagoga.